# Осмонов, Бекмамат
Осмонов Бекмамат (24 мая 1945 — 28 октября 1997) — был одним из видных киргизских политиков 90-х годов
С конца 1970- х аким Алайского и Токтогулского районов. 
С 1992 — первый и последний избранный демократическим путем аким Джалал-Абадской области.
1989—1997 — депутат Собрания народных представителей Жогорку Кенеша (легендарного парламента) Кыргызской Республики[уточнить].
«Заслуженный работник сельского хозяйства Киргизской Республики».
Умер после операции на сердце в г. Москва.
Четвертый из восьмерых сыновей Осмона и Алимы, которые посвятили свои жизни служению народу Кыргызской Республики Один из братьев — Шермамат Осмонов, экс-аким Аксыйского района, заместитель губернатора Джалал-Абадской области. Осмонов Якуббек - ветеран правоохранительных органов. Осмонов Акылбек кандидат сельскохозяйственных наук. Осмонов Нурмамат - заслуженный работник сельского хозяйства. Осмонов Эрмамат работал главой колхоза имени Ленина. Осмонов Абдуллабек депутат легендарного парламента Кыргызской Республики. Осмонов Айтмамат - аким Базар-Коргонского и Кара-Кулджинского районов.